# Talayra elongata
Talayra elongata là một loài bọ cánh cứng trong họ Melandryidae. Loài này được Macleay miêu tả khoa học năm 1873.